# بطولة العالم للأندية لكرة اليد 2018
بطولة سوبر غلوب لكرة اليد 2018 ستكون النسخة الحادية عشر من البطولة. ستعقد في الدوحة عاصمة قطر في صالة الدحيل الرياضية من 16 إلى 19 أكتوبر 2018.

## الفرق المشاركة
سيشارك أفضل نادٍ في كل قارة من خلال بطولاتهم وحامل اللقب والفريق المضيف وفريق مدعو.
| الفريق      | طريقة التأهل                                          |
| ----------- | ----------------------------------------------------- |
| برشلونة     | حامل اللقب                                            |
| همامات      | الفائز بدوري أبطال أفريقيا لكرة اليد 2017             |
| النجمة      | الفائز ببطولة آسيا للأندية لكرة اليد 2017             |
| جامعة سيدني | الفائز بدوري أبطال أوقيانوسيا لكرة اليد 2018          |
| تاوباتي     | الفائز ببطولة البلدان الأمريكية لكرة اليد للرجال 2018 |
| مونبلييه    | الفائز بدوري أبطال أوروبا لكرة اليد 2017-18           |
| السد        | المستضيف                                              |
| فوكس برلين  | المدعو                                                |

## الترتيب النهائي
| المركز | الفريق      |
| ------ | ----------- |
| الأول  | برشلونة     |
| الثاني | فوكس برلين  |
| الثالث | مونبلييه    |
| 4      | السد        |
| 5      | تاوباتي     |
| 6      | همامات      |
| 7      | النجمة      |
| 8      | جامعة سيدني |